# Alberto Górriz
Alberto Górriz Echarte, dit Alberto Górriz, est un footballeur espagnol, né le 16 février 1958 à Irun, qui évoluait au poste de défenseur.

## Biographie

### En club
Alberto Górriz réalise l'intégralité de sa carrière professionnelle dans le même club : la Real Sociedad, où il joue de 1977 à 1993. 
Avec cette équipe, il remporta deux liga, une coupe d'Espagne, et une supercoupe d'Espagne.
Il joue un total de 461 matchs en première division espagnole, inscrivant 14 buts. Il réalise sa meilleure performance lors de la saison 1987-1988, où il inscrit 6 buts en championnat.
Participant régulièrement aux compétitions européennes, il dispute 10 matchs en Coupe d'Europe des clubs champions, 19 en Coupe de l'UEFA, et 4 en Coupe des coupes. Il est demi-finaliste de la Coupe des clubs champions européens en 1983, en étant battu par le club allemand du Hambourg SV, futur vainqueur de l'épreuve, et quart de finaliste de la Coupe de l'UEFA en 1989, en étant éliminé par le VfB Stuttgart.

### En équipe nationale
Il est international espagnol à 12 reprises entre 1988 et 1990, inscrivant un but.
Il honore sa première sélection le 16 novembre 1988, contre l'Irlande, à Séville, qui se solde par une victoire (2-0). Ce match rentre dans le cadre des éliminatoires du mondial 1990.
Il est retenu par le sélectionneur Luis Suárez afin de participer à la Coupe du monde 1990 organisée Italie. Lors du mondial, il commence par être remplaçant contre l'Uruguay, avant d'être titulaire dans les matchs suivants : Corée du Sud, Belgique, et Yougoslavie. 
Il inscrit un but à la 38e minute, contre la Belgique, match gagné 2-1 par les Ibériques. Ce but constitue son seul marqué en sélection. L'Espagne est éliminée en huitièmes de finale par la Yougoslavie.

## Clubs
- 1977-1979 : Real Sociedad B
- 1979-1993 : Real Sociedad

## Palmarès
- Supercoupe d'Espagne
  - Vainqueur en 1982

- Coupe d'Espagne
  - Vainqueur en 1987
  - Finaliste en 1988

- Championnat d'Espagne
  - Champion en 1981 et en 1982
  - Vice-champion en 1980 et en 1988